# بينو أودريه
بينو أودريه (بالسلوفينية: Beno Udrih)‏ مواليد 5 يوليو 1982، هو لاعب كرة سلة سلوفيني يلعب مع فريق ميمفيس غريزليس في الرابطة الوطنية لكرة السلة ويحمل الرقم 19. يبلغ طوله 6 قدم 3 بوصة (1.9 م).

## فرق لعب لها
- سان أنطونيو سبرز
- سكرامنتو كينغز
- ميلووكي باكز
- أورلاندو ماجيك
- نيويورك نيكس

## روابط خارجية
- بينو أودريه على موقع الاتحاد الدولي لكرة السلة (الإنجليزية)
- بينو أودريه على موقع الدوري الأوروبي لكرة السلة (الإنجليزية)
- بينو أودريه على موقع إن بي أي (الإنجليزية)
- بينو أودريه على موقع سبورتس رفرنس (الإنجليزية)
- بينو أودريه على موقع كرة السلة الأوروبية.كوم (الإنجليزية)
- بينو أودريه على موقع إي إس بي إن.كوم (الإنجليزية)
- بينو أودريه على موقع ريلجم (الإنجليزية)
- بينو أودريه على موقع بروبوليرز (الإنجليزية)
- بينو أودريه على موقع سبورتس رفرنس (الإنجليزية)